# Bäderland Bayerische Rhön

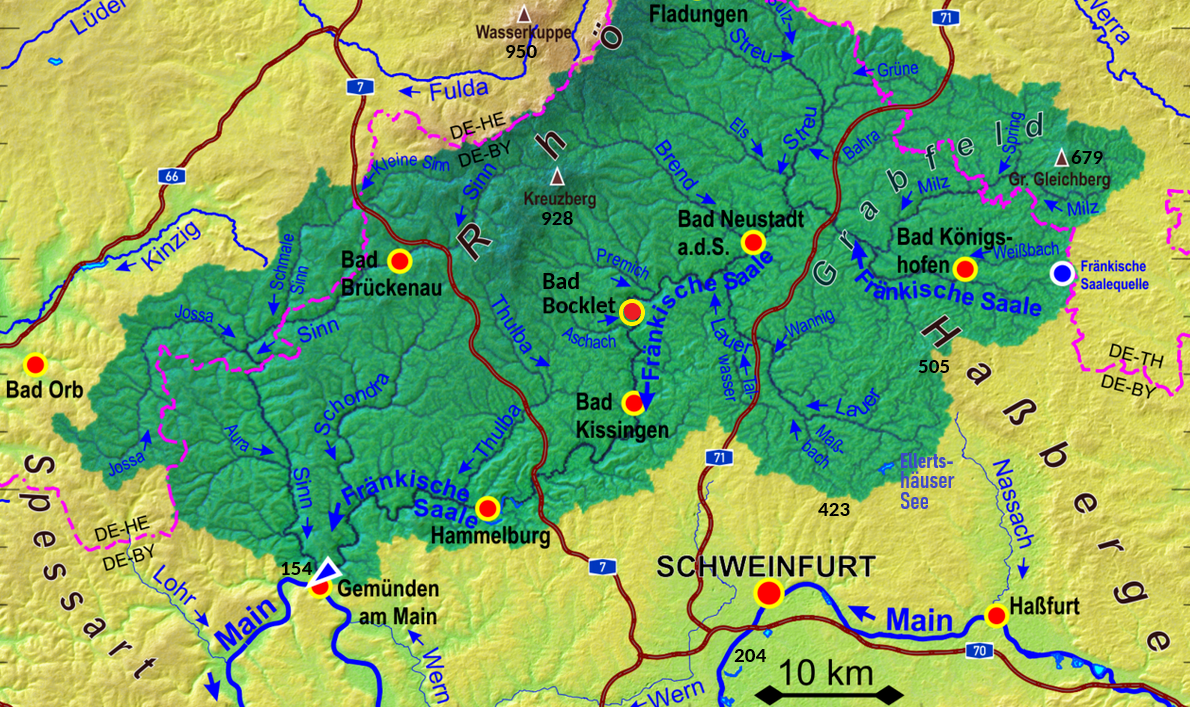
Das Bäderland Bayerische Rhön mit seinen fünf Kurbädern ist nahezu identisch mit dem Einzugsgebiet der Fränkischen Saale auf der Karte (grüner Bereich)

Das Bäderland Bayerische Rhön ist eine Gesellschaft zur Vermarktung der fünf Kurorte und Heilbäder Bad Bocklet, Bad Kissingen, Bad Brückenau, Bad Königshofen und Bad Neustadt an der Saale. Die drei erstgenannten sind Bayerische Staatsbäder. Die Kurorte liegen in den Landkreisen Bad Kissingen und Rhön-Grabfeld, im oder unweit vom Naturpark Bayerische Rhön, der von der Weltkulturorganisation UNESCO zum Biosphärenreservat ernannt wurde. 
Der bedeutendste Kurort des Bäderlandes Bad Kissingen wurde 2021 von der UNESCO als Teil der bedeutenden Kurstädte Europas in die Liste des Weltkulturerbes aufgenommen.

## Geschichte

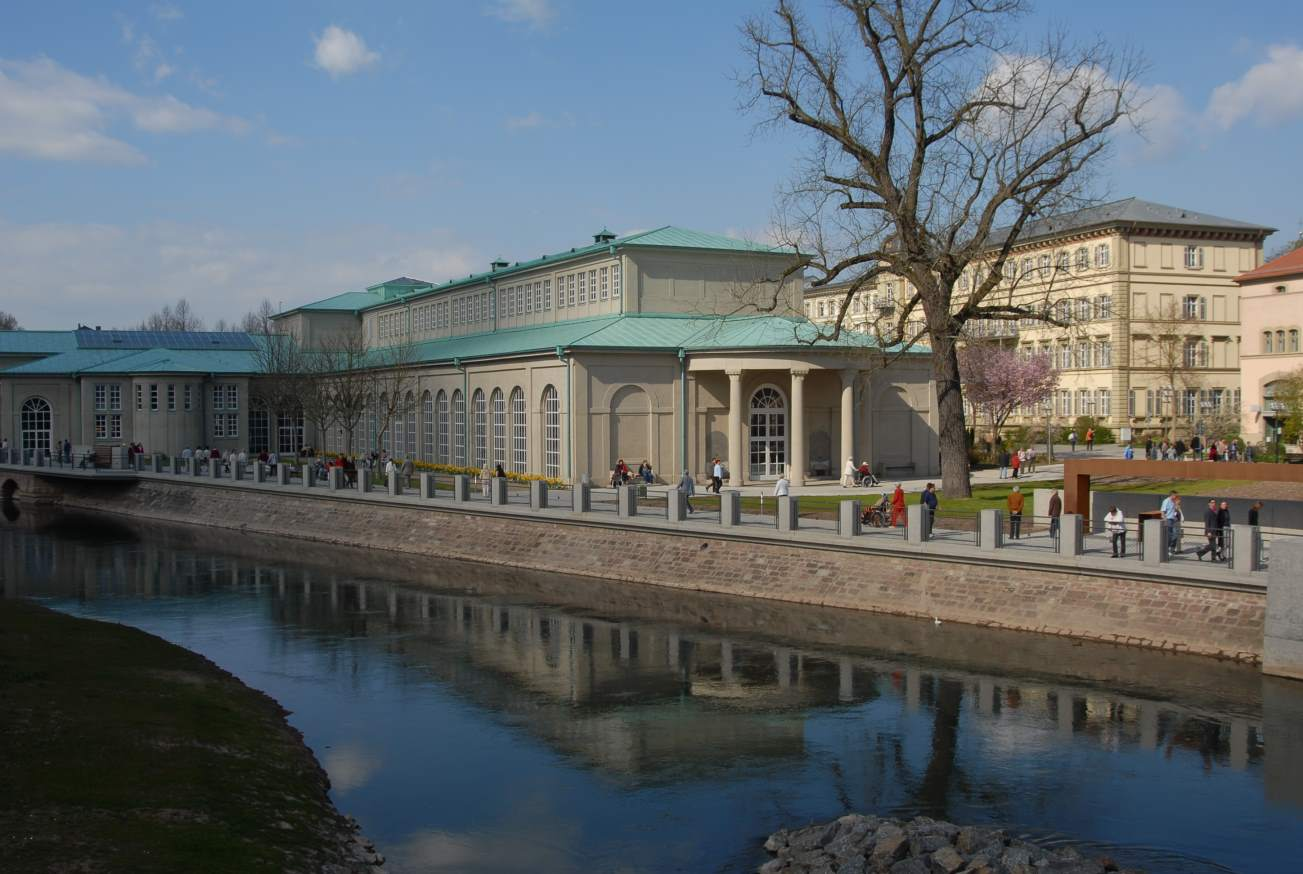
Bad Kissingen mit Fränkischer Saale, mit Wandelhalle und rechts Hotel Kaiserhof Victoria

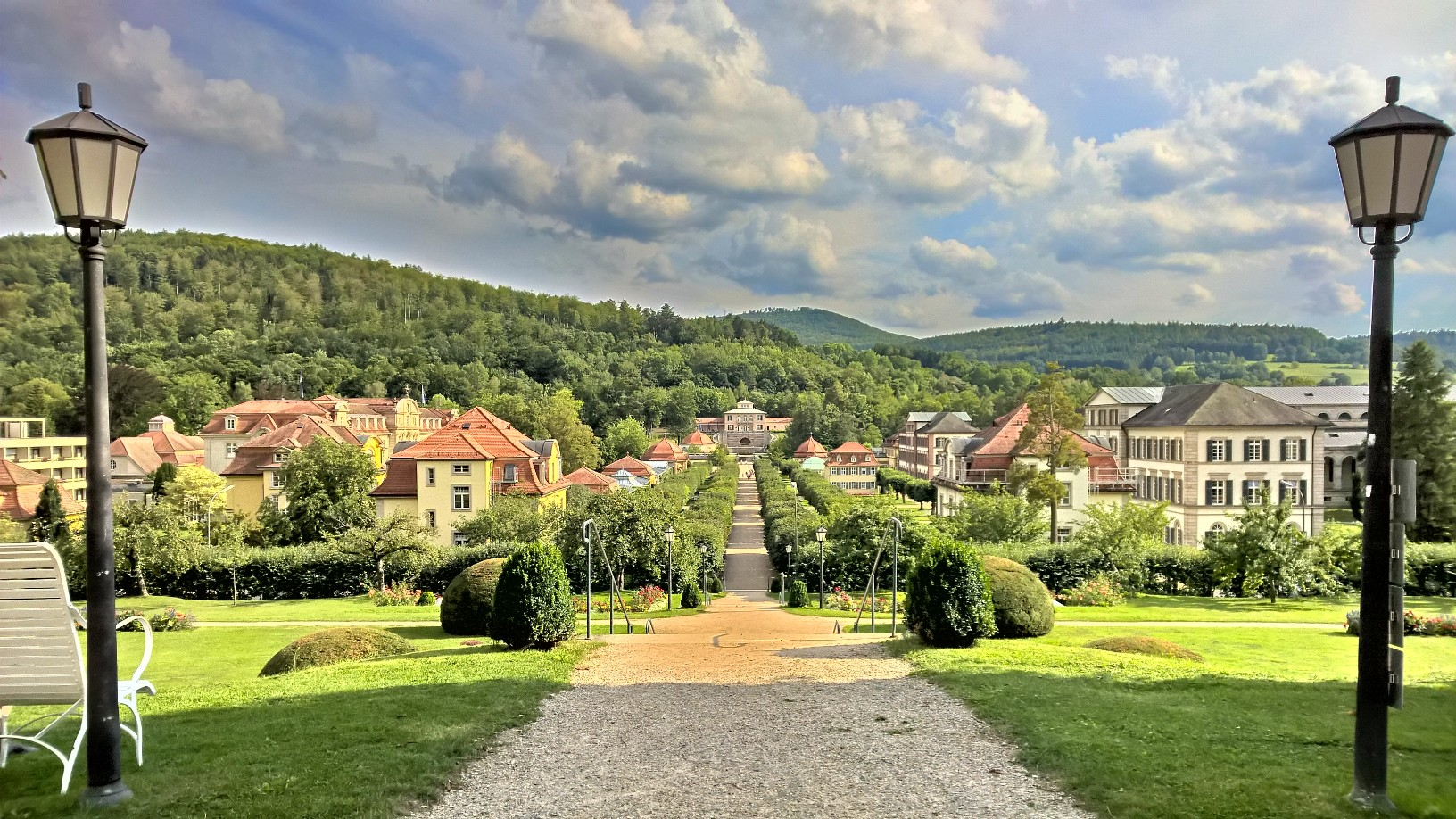
Bad Brückenau. Blick vom Fürstenhof über den Kurpark

Die fünf Kurdirektoren gründeten zunächst im Januar 2002 einen reinen Marketing-Verbund, um mögliche Synergien in Angebot und zielgerichtetem Marketing zu nutzen, Aktivitäten zu koordinieren und die unterfränkische Bäderregion ganzheitlich präsentieren zu können. Im Jahr 2004 wurde die Arbeitsgemeinschaft unter Einbeziehung der Kurorte und Landkreise juristisch formiert, da anderenfalls öffentliche Fördergelder der bayerischen Landesregierung oder unterfränkischen Bezirksregierung nicht hätten zugewiesen werden können.
Die Arbeitsgemeinschaft, die im März 2004 gegründet wurde, basierte auf einer grundsätzlichen Neuausrichtung. Die Entwicklung neuer Marketing-Strategien zur Gewinnung neuer Gäste-Zielgruppen war notwendig, nachdem negative Auswirkungen mehrerer seit 1996 aufeinander folgender Gesundheitsreformen den Markt beeinflussten. 
Die Arbeitsgemeinschaft wurde Ende 2015 aufgelöst, seit dem 1. Januar 2016 ist die Bäderland Bayerische Rhön GmbH & Co. KG für die Umsetzung des Marketings zuständig. 

## Aufgaben
Zielsetzung ist u. a. die Entwicklung neuer Gesundheits- und Wellness-Angebote, gemeinsame Messe-Beteiligungen, eine abgestimmte Interessenvertretung in Verbänden und Politik sowie die gemeinsame Vermarktung des jeweils örtlichen Veranstaltungsprogramms im Sinne des Slogans „In einem Bad zu Gast – in fünf Bädern herzlich willkommen“ zur Stärkung der Gesundheitsregion. So wurde beispielsweise am 30. März 2004 mit finanzieller Förderung des bayerischen Gesundheitsministers das Präventionsprojekt VitalSpring entwickelt, ein „innovatives Projekt, das Ressourcen bündelt und die Eigenverantwortung für die eigene Gesundheit stärkt“.
Nach Wiederaufnahme der ambulanten Kur als Pflichtleistung der Krankenkassen im Jahr 2021 werden auch die entsprechenden Angebote der fünf Kurorte bundesweit beworben.